# Mieczysław Sokołowski (konsul)
Mieczysław Antoni Sokołowski – polski dyplomata.

## Życiorys
W latach 1995–2001 był Konsulem Generalnym RP w Hamburgu. Przebywał na placówce w Monachium oraz kierował Wydziałem Konsularnym Ambasady RP w Bernie. W Ministerstwie Spraw Zagranicznych pełnił funkcję m.in. naczelnika Wydziału ds. Współpracy z Polonią i Polakami za Granicą.
Mieczysław Sokołowski jest siostrzeńcem i kustoszem pamięci o Janie Piwniku „Ponurym”.

## Odznaczenia
- Złoty Krzyż Zasługi na wniosek Ministra Gospodarki za zasługi w promowaniu Polski na Światowej Wystawie Expo 2000 w Hanowerze (2000)[5]
- Krzyż Kawalerski Orderu Odrodzenia Polski za wybitne zasługi w służbie zagranicznej, za osiągnięcia w podejmowanej z pożytkiem dla kraju pracy zawodowej i działalności dyplomatycznej (2013)[6]